# Zinkfabriek (Lommel)
De Lommelse zinkfabriek is een zinkfabriek in het uiterste westen van de gemeente Lommel, die bestond van 1904 tot 1974.

## Geschiedenis
De Lommelse zinkfabriek werd opgericht door de gebroeders Schulte, die ook een soortgelijke fabriek te Overpelt bezaten. Het bedrijf, dat bekendstond als de Société métallurgique de Lommel, bezat een stuk heidegrond van 300 ha. Er was een fabriek voor het roosten van zinkerts, een ruwzinkfabriek, een zwavelzuurfabriek, een moffelfabriek, een wasserij en een installatie voor het verrijken van het -koper en lood bevattende- residu van de zinkovens. Voorts beschikte de fabriek over een laboratorium.
Het bedrijf lag aan het Kempens Kanaal en beschikte tevens over een eigen spoorlijn, die de fabriek met de eigen los- en laadkade en met de IJzeren Rijn verbond.
De arbeiderskolonie, Lommel-Werkplaatsen genaamd, die tussen 1904 en 1914 op het terrein werd gebouwd, bevatte een groot aantal -voor die tijd uitstekende- arbeiderswoningen en overige voorzieningen, gesitueerd aan of nabij de Dubbelrij. 
Het bedrijf werd vrijwel geheel door Duitsers geleid en produceerde, evenals het zusterbedrijf te Overpelt, vooral ten behoeve van het Ruhrgebied. In 1913 fuseerde het met de Overpeltse fabriek tot: Compagnie des Métaux d'Overpelt-Lommel. In 1928 werd ook de zinkfabriek van de Société Métallurgique de Corphalie te Corphalie ingelijfd, waarop de Metaalfabrieken van Overpelt-Lommel en Corphalie ontstonden.

## Ondergang
In 1944 werd de fabriek door de geallieerden gebombardeerd. Herstel volgde en de fabriek ging verder met de productie en voerde nog enkele bescheiden moderniseringen door. In 1957 werd de zwavelzuurproductie stilgelegd, gevolgd door de wasserij. In 1969 werkten er nog 344 mensen, en slechts de zinkovens en de moffelfabriek waren in bedrijf. De raffinage gebeurde vanouds al in Overpelt. In 1969 vond een fusie met het metallurgisch bedrijf te Hoboken plaats en ontstond Metallurgie Hoboken-Overpelt. Verdere afbouw van het Lommelse bedrijf volgde. Eind 1973 werden de zinkovens voor de laatste maal geladen. Sindsdien vindt de productie in Overpelt plaats, volgens het elektrolytisch procedé. Vanaf 1974 werd de fabriek gesloopt. Later volgde sanering van het zwaar verontreinigde terrein door Sibelco, dat in ruil daarvoor een concessie kreeg voor zilverzandwinning aldaar.
Van de arbeiderskolonie zijn een aantal woningen bewaard gebleven.

## Externe bron
- Bouwkundig erfgoed